# Risoluzioni del Consiglio di sicurezza delle Nazioni Unite (2101-2200)
Questo è l'elenco delle risoluzioni dal 2101 al 2200 del Consiglio di Sicurezza delle Nazioni Unite, approvate tra il 25 aprile 2013 ed oggi.
| Risoluzione | Data              | Voti   | Argomento |
| ----------- | ----------------- | ------ | --- |
| 2101        | 25 aprile 2013    | 15–0–0 | Situazione in Costa d'Avorio |
| 2102        | 2 maggio 2013     | 15–0–0 | Situazione in Somalia |
| 2103        | 22 maggio 2013    | 15–0–0 | Situazione in Guinea-Bissau |
| 2104        | 29 maggio 2013    | 15–0–0 | Separazione di Sudan e Sudan del Sud                                                                                            |
| 2105        | 5 giugno 2013     | 15–0–0 | Estensione del mandato del gruppo di esperti per il monitoraggio delle sanzioni contro l'Iran                                   |
| 2106        | 24 giugno 2013    | 15–0–0 | Riaffermazione 14 risoluzioni                                                                                                   |
| 2107        | 27 giugno 2013    | 15–0–0 | Situazione in Iraq e Kuwait |
| 2108        | 27 giugno 2013    | 15–0–0 | Tensioni in Medio Oriente |
| 2109        | 11 luglio 2013    | 15–0–0 | Situazione in Sudan e Sudan del Sud                                                                                             |
| 2110        | 24 luglio 2013    | 15–0–0 | Situazione in Iraq |
| 2111        | 24 luglio 2013    | 15–0–0 | Situazione in Somalia |
| 2112        | 30 luglio 2013    | 15–0–0 | Situazione in Costa d'Avorio |
| 2113        | 30 luglio 2013    | 15–0–0 | Rapporto del Segretario Generale sul Sudan                                                                                      |
| 2114        | 30 luglio 2013    | 13–0–0 | Situazione a Cipro |
| 2115        | 29 agosto 2013    | 15-0-0 | Situazione in Medio Oriente |
| 2116        | 18 settembre 2013 | 15-0-0 | Situazione in Liberia |
| 2117        | 26 settembre 2013 | 14-0-1 | Trattato sulle armi piccole e leggere                                                                                           |
| 2118        | 27 settembre 2013 | 15-0-0 | Sulle armi chimiche in Siria |
| 2119        | 10 ottobre 2013   | 15-0-0 | Situazione in Haiti |
| 2120        | 10 ottobre 2013   | 15-0-0 | Situazione in Afghanistan |
| 2121        | 10 ottobre 2013   | 15-0-0 | Situazione nella Repubblica centrafricana                                                                                       |
| 2122        | 18 ottobre 2013   | 15-0-0 | Riconferma di 6 risoluzioni |
| 2123        | 12 novembre 2013  | 15-0-0 | Situazione nella ex Jugoslavia                                                                                                  |
| 2124        | 12 novembre 2013  | 15-0-0 | Situazione in Somalia |
| 2125        | 18 novembre 2013  | 15-0-0 | Situazione in Somalia |
| 2126        | 25 novembre 2013  | 15-0-0 | Situazione in Sudan e Sud Sudan                                                                                                 |
| 2127        | 5 dicembre 2013   | 15-0-0 | Situazione nella Repubblica Centrafricana , la creazione di MISCA                                                               |
| 2128        | 10 dicembre 2013  | 15-0-0 | Encomio dei progressi del governo in Liberia                                                                                    |
| 2129        | 17 dicembre 2013  | 15-0-0 | Riconferma della lotta contro il terrorismo                                                                                     |
| 2130        | 18 dicembre 2013  | 15-0-0 | Riconferma del Tribunale penale internazionale per l'ex Jugoslavia                                                              |
| 2131        | 18 dicembre 2013  | 15-0-0 | Situazione in Medio Oriente |
| 2132        | 24 dicembre 2013  | 15-0-0 | Situazione in Sud Sudan |
| 2133        | 27 gennaio 2014   | 15-0-0 | Su minacce alla pace e alla sicurezza internazionale causati da atti di terrorismo                                              |
| 2134        | 28 gennaio 2014   | 15-0-0 | Situazione in Repubblica Centrafricana, estende il mandato di BINUCA                                                            |
| 2135        | 30 gennaio 2014   | 15-0-0 | Situazione a Cipro , si estende il mandato di UNFICYP                                                                           |
| 2136        | 30 gennaio 2014   | 15-0-0 | Situazione in Repubblica Democratica del Congo                                                                                  |
| 2137        | 13 febbraio 2014  | 15-0-0 | Situazione in Burundi |
| 2138        | 13 febbraio 2014  | 15-0-0 | Situazione in Darfur |
| 2139        | 22 febbraio 2014  | 15-0-0 | Accesso aiuti umanitari in Siria                                                                                                |
| 2140        | 26 febbraio 2014  | 15-0-0 | Situazione in Yemen |
| 2141        | 5 marzo 2014      | 15-0-0 | Non proliferazione / Corea del Nord                                                                                             |
| 2142        | 5 marzo 2014      | 15-0-0 | Situazione in Somalia |
| 2143        | 7 marzo 2014      | 15-0-0 | Bambini e conflitti armati |
| 2144        | 14 marzo 2014     | 15-0-0 | Situazione in Libia |
| 2145        | 17 marzo 2014     | 15-0-0 | Situazione in Afghanistan |
| 2146        | 19 marzo 2014     | 15-0-0 | Situazione in Libia |
| 2147        | 28 marzo 2014     | 15-0-0 | Situazione della Repubblica democratica del Congo                                                                               |
| 2148        | 3 aprile 2014     | 15-0-0 | Situazione in Sudan |
| 2149        | 10 aprile 2014    | 15-0-0 | Situazione in Repubblica Centrafricana                                                                                          |
| 2150        | 16 aprile 2014    | 15-0-0 | Prevenzione e lotta contro il genocidio e altri gravi reati ai sensi del diritto internazionale                                 |
| 2151        | 28 aprile 2014    | 15-0-0 | Riforma del settore della sicurezza                                                                                             |
| 2152        | 29 aprile 2014    | 15-0-0 | Situazione nel Sahara occidentale                                                                                               |
| 2153        | 29 aprile 2014    | 15-0-0 | Situazione in Costa d'Avorio |
| 2154        | 8 maggio 2014     | 15-0-0 | Creazione del Capitano Mbaye Diagne, medaglia per coraggio eccezionale                                                          |
| 2155        | 27 maggio 2014    | 15-0-0 | Situazione in Sud Sudan |
| 2156        | 29 maggio 2014    | 15-0-0 | Separazione di Sudan e Sud Sudan                                                                                                |
| 2157        | 29 maggio 2014    | 15-0-0 | Situazione in Guinea-Bissau |
| 2158        | 29 maggio 2014    | 15-0-0 | Situazione in Somalia |
| 2159        | 9 giugno 2014     | 15-0-0 | Estende mandato del gruppo di esperti di monitoraggio sanzioni contro l'Iran                                                    |
| 2160        | 17 giugno 2014    | 15-0-0 | Le minacce alla pace e alla sicurezza internazionali causate da atti terroristici da parte dei talebani                         |
| 2161        | 17 giugno 2014    | 15-0-0 | Le minacce alla pace e alla sicurezza internazionali causate da atti terroristici da parte di Al-Qaeda                          |
| 2162        | 25 giugno 2014    | 15-0-0 | Estende il mandato dell'operazione delle Nazioni Unite in Costa d'Avorio (UNOCI)                                                |
| 2163        | 25 giugno 2014    | 15-0-0 | Estende il mandato della forza di disimpegno degli osservatori delle Nazioni Unite (UNDOF)                                      |
| 2164        | 25 giugno 2014    | 15-0-0 | Estende il mandato della Missione delle Nazioni Unite sulla stabilizzazione in Mali (MINUSMA)                                   |
| 2165        | 14 luglio 2014    | 15-0-0 | Situazione umanitaria in Siria e l'istituzione di un meccanismo di monitoraggio                                                 |
| 2166        | 21 luglio 2014    | 15-0-0 | Ucraina e volo Malaysia Airlines 17                                                                                             |
| 2167        | 28 luglio 2014    | 15-0-0 | Ribadisce il sostegno dell'Unione africana e dell'Unione europea di collaborazione con le operazioni di mantenimento della pace |
| 2168        | 30 luglio 2014    | 15-0-0 | Cipro e si estende missione UNFICYP                                                                                             |
| 2169        | 30 luglio 2014    | 15-0-0 | Condanna ISIL , ribadisce ed estende il mandato dell'UNAMI                                                                      |
| 2170        | 15 agosto 2014    | 15-0-0 | Le minacce alla pace e alla sicurezza internazionali causate da ISIL e al-Nusra                                                 |
| 2171        | 21 agosto 2014    | 15-0-0 | Prevenzione dei conflitti |
| 2172        | 26 agosto 2014    | 15-0-0 | Israele, il Libano, UNIFIL |
| 2173        | 27 agosto 2014    | 15-0-0 | Estende mandato dell'operazione di peacekeeping ibrida UA / ONU nel Darfur                                                      |
| 2174        | 27 agosto 2014    | 15-0-0 | Situazione in Libia |
| 2175        | 29 agosto 2014    | 15-0-0 | Protezione del personale umanitario, dell'ONU e personale associato nei conflitti armati                                        |
| 2176        | 15 settembre 2014 | 15-0-0 | Estende mandato della Missione delle Nazioni Unite in Liberia (UNMIL)                                                           |
| 2177        | 18 settembre 2014 | 15-0-0 | La creazione della Missione delle Nazioni Unite in risposta all'emergenza Ebola (UNMEER)                                        |
| 2178        | 24 settembre 2014 | 15-0-0 | Ribadisce la condanna del terrorismo                                                                                            |
| 2179        | 14 ottobre 2014   | 15-0-0 | Estende mandato delle forze ONU nella città di Abyei, nel territorio conteso tra Sudan e Sud Sudan                              |
| 2180        | 14 ottobre 2014   | 15-0-0 | Rinnova per un anno la Missione delle Nazioni Unite ad Haiti                                                                    |
| 2181        | 21 ottobre 2014   | 15-0-0 | Estende l'operazione dell'Unione Europea nella Repubblica Centrafricana                                                         |
| 2182        | 24 ottobre 2014   | 13-0-2 | Estende il mandato dell'Unione Africana in Somalia e e modifica le sanzioni al regime                                           |
| 2183        | 11 novembre 2014  | 14-0-1 | Rinnova per un anno la Missione dell'Unione Europea in Bosnia-Erzegovina                                                        |
| 2184        | 12 novembre 2014  | 15-0-0 | Rinnova la lotta alla pirateria lungo la costa della Somalia                                                                    |
| 2185        | 20 novembre 2014  | 15-0-0 | Ribadisce l'importanza essenziale delle operazioni di mantenimento della pace                                                   |
| 2186        | 25 novembre 2014  | 15-0-0 | Estende il mandato delle Nazioni Unite in Guinea-Bissau per tre mesi                                                            |
| 2187        | 25 novembre 2014  | 15-0-0 | Estende la missione di pace in Sud Sudan fino al 30 maggio 2015 e definisce l'accordo per la cessazione delle ostilità          |
| 2188        | 9 dicembre 2014   | 15-0-0 | Situazione in Liberia |
| 2189        | 12 dicembre 2014  | 15-0-0 | Conferma l'accordo tra NATO e governo afghano per stabilire una missione di non combattimento post-2014                         |
| 2190        | 15 dicembre 2014  | 15-0-0 | Estende la missione in Liberia fino al 30 settembre 2015                                                                        |
| 2191        | 17 dicembre 2014  | 15-0-0 | Autorizza le agenzie e i partners umanitari l'accesso entro i confini siriani                                                   |
| 2192        | 18 dicembre 2014  | 15-0-0 | Rinnova il mandato di monitoraggio in Israele e in Siria                                                                        |
| 2193        | 18 dicembre 2014  | 14-0-1 | Estende i rapporti dei giudici presso il Tribunale Penale Internazionale per l'ex-Jugoslavia fino al 31 dicembre 2015           |
| 2194        | 18 dicembre 2014  | 15-0-0 | Estende i rapporti dei giudici presso il Tribunale Penale Internazionale per il Ruanda fino al 31 dicembre 2015                 |
| 2195        | 19 dicembre 2014  | 15-0-0 | Sollecita un'azione internazionale per interrompere i collegamenti transnazionali tra i terroristi                              |
| 2196        | 22 gennaio 2015   | 15-0-0 | Rinnova le specifiche sanzioni per la Repubblica Centrafricana                                                                  |
| 2197        | 29 gennaio 2015   | 15-0-0 | Estende il mandato delle Nazioni Unite a Cipro (UNFICYP) fino al 31 luglio 2015                                                 |
| 2198        | 29 gennaio 2015   | 15-0-0 | Rinnova l'embargo sulle armi leggere e le relative sanzioni per la Repubblica Democratica del Congo                             |
| 2199        | 12 febbraio 2015  | 15-0-0 | Condanna dei gruppi commerciali associati ad Al-Qaeda e minaccia ulteriori sanzioni mirate                                      |
| 2200        | 12 febbraio 2015  | 15-0-0 | Rinnova il mandato del gruppo di esperti in Sudan e deplora il commercio di armi in Darfur                                      |